# Babakan Sari (Kiaracondong)
Babakan Sari is een bestuurslaag in het regentschap Kota Bandung van de provincie West-Java, Indonesië. Babakan Sari telt 38.159 inwoners (volkstelling 2010).